# Dawson Peak
Der Dawson Peak ist ein markanter, eisfreier und 2070 m hoher Berg in der antarktischen Ross Dependency. Er ragt 8 km südwestlich des Mount Picciotto in der Queen Elizabeth Range des Transantarktischen Gebirges auf.
Das Advisory Committee on Antarctic Names benannte ihn 1966 nach John A. Dawson, Polarlichtforscher des United States Antarctic Research Program auf der Amundsen-Scott-Südpolstation im Jahr 1958.